# The Battle of Epping Forest
«The Battle of Epping Forest» (в переводе с англ. — «Битва за Эппинг Форест») — пятый по счёту трек альбома Selling England by the Pound британской группы Genesis. Композиция является самой длинной в альбоме и второй по продолжительности за всю историю творчества коллектива, уступая лишь эпику «Supper's Ready» в альбоме Foxtrot.

## Лирика песни
Песня, наполненная сатирой, в эпическом духе повествует о вооружённом противостоянии двух Ист-Эндских банд, соперничающих за подконтрольные им территории (идея песни взята из сообщения одной из местных газет). Местом столкновения группировок стал древний лес «Эппинг Форест» (англ.). Постепенно в разгорающуюся драку втягивается всё больше людей, среди них — некий священник (его «рассказ» занимает всю середину композиции) и известный в мире шоу-бизнеса световой дизайнер Джонатан Смитон (англ.) по прозвищу «Ликвид Лэн», который охвачен желанием отомстить посадившим его в тюрьму. Также в песне есть строчки о неких «бухгалтерах», спокойно ведущих счёт убитых, словно на спортивном матче (возможно, намёк на бездействующие властные структуры). И, как бы свысока, из окошек дорогих «Роллс-Ройсов», на дерущихся не менее спокойно смотрят «боссы-покровители». Оканчивается битва полным уничтожением её участников (вничью) и победителя выявить решено с помощью броска монетки.
Текст песни изобилует просторечными и даже блатными выражениями, что придаёт повествованию особый колорит.

## Особенности звучания
Композицию отличает прежде всего ритмичность и даже торжественность в звучании клавишных Тони Бэнкса и гитары Стива Хэкетта, а также гибкий вокал автора слов Питера Гэбриэла, переходящий в речитатив. Композиция начинается средневековым маршем, задаваемым ритмичными ударными Фила Коллинза, её мелодия на протяжении почти 12-ти минут звучания неоднократно меняется — ещё одна отличительная черта Genesis первой половины 70-х годов.

## Признание
Самими музыкантами эта композиция воспринималась неоднозначно — они считали, что песня слишком обременена лирикой, а также считали её слишком сложной для живого исполнения в плане аранжировки, поэтому она была исключена из концертной программы. Однако, критиками она была воспринята хорошо, как и весь альбом, который считается одним из лучших в прог-роке. Кроме того, по версии PopMatters, песня вошла в список 25 лучших песен прогрессивного рока всех времён, заняв там 12-е место.